# Roberto Sánchez Vilella

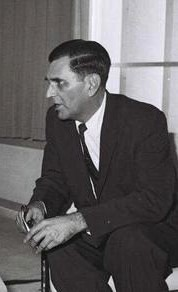
Roberto Sánchez Vilella (1958)

Roberto Sánchez Vilella  (* 19. Februar 1913 in Mayagüez; † 24. März 1997) war ein puerto-ricanischer Politiker und von 1965 bis 1969 Gouverneur von Puerto Rico.

## Werdegang
Roberto Sánchez Vilella besuchte die öffentlichen Schulen seiner Heimat und danach bis 1934 die Ohio State University, wo er zum Bauingenieur ausgebildet wurde. Danach kehrte er in seine puerto-ricanische Heimat zurück, wo er eine politische Laufbahn einschlug. Er bekleidete verschiedene offizielle Ämter. So war er unter anderem zwischen 1942 und 1945 Administrator of the Transportation Authority. In den Jahren 1945 und 1946 fungierte er als Bürgermeister von San Juan. Von 1952 bis 1965 war er als Secretary of State der geschäftsführende Beamte der Regierung von Puerto Rico. Für kurze Zeit arbeitete er auch in der privaten Baubranche. Dabei baute er ein von der Regierung finanziertes Touristenhotel. Politisch war er Mitglied der Demokratischen Partei der Vereinigten Staaten und der puerto-ricanischen Partido Popular Democrático.
Im Jahr 1964 wurde er als Nachfolger von Luis Muñoz Marín zum neuen Gouverneur von Puerto Rico gewählt. Dieses Amt bekleidete er zwischen dem 2. Januar 1965 und dem 2. Januar 1969. Er regierte in einer Zeit, in der sich Puerto Rico, auch durch seine Unterstützung, allmählich von einem landwirtschaftlichen Gebiet zu einer Industrie- und Tourismusregion wandelte. Eine Abstimmung über den Status von Puerto Rico als Territorium der Vereinigten Staaten ergab damals eine klare Mehrheit für den Erhalt des bestehenden Zustandes. Seine Politik brachte ihn in Konflikt mit seiner Partei, die ihn im Jahr 1968 nicht mehr zur Wiederwahl nominierte. Er verließ die Partei und gründete eine kurzlebige eigene Volkspartei (Partido del Pueblo), die zwar nicht die Gouverneurswahlen gewann, aber seiner alten Partei schadete. Deren Kandidat verlor gegen Luis A. Ferré von der Partido Nuevo Progresista.
Nach dem Ende seiner Gouverneurszeit war Sánchez Vilella Professor für öffentliche Verwaltung an der Universität von Puerto Rico. Er starb am 24. März 1997 an einem Krebsleiden.